# Парламентские выборы во Франции (1815)
Парламентские выборы во Франции 1815 года были первыми выборами Реставрации. Проходили 14 и 28 августа. Коллегия выборщиков выбрала количество кандидатов, равное количеству мест, из которых половина была выбрана коллегией выборщиков департаментов. Вторая половина депутатов была выбрана в ходе свободных выборов.

## Результаты
| Партия         | Места |
| -------------- | ----- |
| Ультрароялисты | 350   |
| Оппозиция      | 50    |
| Всего          | 400   |